# Carl Maria Weber

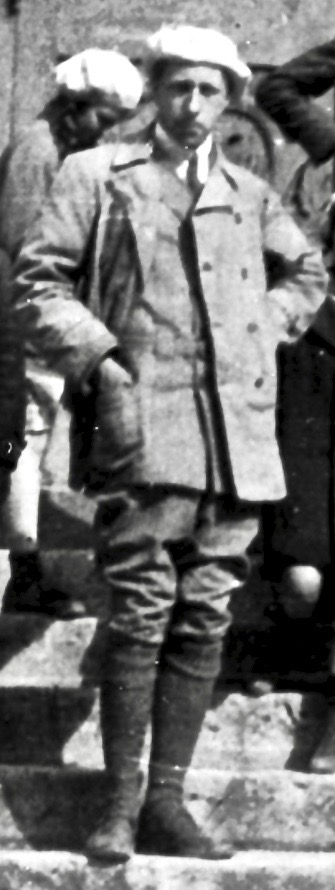
Carl Maria Weber während einer Studienfahrt mit Schülern der Freien Schulgemeinde Wickersdorf, um 1925

Carl Maria Weber (Pseudonym: Olaf; * 6. September 1890 in Düsseldorf; † 15. August 1953 in Prien am Chiemsee) war ein deutscher Pädagoge und Schriftsteller.

## Leben
Carl Maria Weber war der Sohn eines Lehrers. Er wuchs in Düsseldorf auf. Während seines Studiums an der Universität Bonn von 1912 bis 1914 knüpfte er bereits Kontakte zu Thomas Mann und Kurt Hiller. Im Laufe des Ersten Weltkriegs entwickelte sich Weber zum Pazifisten. 1919 war er Mitglied der Wandervogelbewegung. 1920 wurde er von Wilhelm Vershofen in die Gruppe der „Werkleute auf Haus Nyland“ in Sonneberg/Thüringen berufen; dort leitete er das Vortragswesen. Er veröffentlichte seine Texte in zahlreichen expressionistischen Zeitschriften. Von 1921 bis 1926 war er Lehrer für Deutsch und Geschichte an der „Freien Schulgemeinde Wickersdorf“. Nachdem er 1927 sein Lehrerexamen nachgeholt hatte, arbeitete er als Lehrer an verschiedenen Privatschulen in der Provinz. 1932 zog er sich aus dem literarischen Leben zurück, nachdem eine seiner Erzählungen wegen ihrer antimilitaristischen Tendenz von der Zensur verstümmelt worden war.
Ab 1937 wirkte Weber als Lehrer am Landerziehungsheim Marquartstein. Seine unverändert pazifistische Einstellung und seine Homosexualität erschwerten ihm seine dortige Tätigkeit zunehmend. Vor allem um einer drohenden Einberufung zum Kriegsdienst zu entgehen, sah  Weber nach der Verstaatlichung des Heimes im Jahr 1942 keinen anderen Ausweg, als der NSDAP beizutreten. Diese Parteimitgliedschaft wurde ihm nach 1945 zum Verhängnis: Er wurde von den amerikanischen Besatzern entlassen; der Versuch, politisch rehabilitiert zu werden, scheiterte, so dass Weber in tiefe Armut geriet und schließlich an einem hungerbedingten Herzinfarkt starb.
Carl Maria Weber war Verfasser von Gedichten und Essays. Seine frühen Gedichte behandeln oft typisch expressionistische Themen wie Menschheitsliebe und den Aufruf zur Tat; sein späteres Werk war stark von der Jugendbewegung beeinflusst und geprägt von einer diffusen Sympathie für den Sozialismus.

## Werke
- Der bekränzte Silen, Hannover 1919 (unter dem Namen Olaf)
- Erwachen und Bestimmung, Leipzig 1919
- Der ekstatische Fluß, Düsseldorf 1921